# Districte de Puri
El districte de Puri és una divisió administrativa d'Orissa amb capital a Puri. Té una superfície de 3.051 km² i una població d'1.502.682 habitants (cens del 2001).

## Administració
Està format per una sola subdivisió (Puri) amb 11 tehsils i 11 blocs (blocks) de desenvolupament rural. Hi ha 1 municipalitat, 3 NACs, 230 Gram panchayats i 1.714 pobles. La municipalitat és Puri i els NACs són Konark, Nimapara i Pipili. Els 11 tehsils coincideixen amb els blocs i són:
- Puri Sadar
- Satyabadi
- Brahmagiri
- Pipili o Pipli
- Krushna Prasad
- Kakatpur
- Nimapara
- Kanas
- Delang
- Gop
- Astarang

## Història
El districte té poca història separada de la general d'Orissa. Sota els mogols (1592-1751) formà part del sarkar de Kataka o Cuttack (un dels tres en què estava dividida Orissa, sent els altres Jaleswar i Bhadrak). El 1751 Orissa fou ocupada pels marathes que van dividir el territori en cinc chakales (Pipli, Kataka, Soro, Balasore i una cinquena que no s'esmenta), i Puri va quedar dins de la chakala de Pipli.
Quan la regió va passar als britànics el 1803, el raja de Khurda va abraçar el seu bàndol i va permetre l'entrada de les forces britàniques que li van cedir algunes parganes; però quan les tropes angleses havien retornat a Madras i les forces natives a Cuttack havien estat reduïdes i distribuïdes en diferents llocs del país, el raja es va revoltar (1804) amb els suport dels paiks i els peons, iniciant la lluita amb un atac a Pipli. Tropes britànics cridades a Ganjam i enviades des de Cuttack van expulsar els rebels de Pipli, retirant-se al fort de Khurda seguits pels britànics; la fortalesa fou assaltada al cap de tres setmanes; el raja va fugir però es va rendir al cap de poc dies i el seu territori fou confiscat, sent confinat al fort de Barabati a Cuttack, fins al 1807 en què se li va permetre residir a Puri, rebent una pensió pel seu manteniment. Orissa fou dividida pels britànics en les subdivisións Septentrional i Meridional (amb el riu Mahanadi com a frontera) governades per Robert Ker (la primera) i Charles Groeme (la segona) però el 1805 les dues subdivisions es van reunir sota el govern únic de G. Webb mentre Ker va esdevenir jutge magistrat de tota la província.
L'agost de 1814 es va iniciar el trasllat de la capital fora de Puri (a Cuttack), però el procés es va aturar el desembre; el 1816 la capital fou traslladada a Cuttack i el 1818 es va crear la subdivisió i Robert Ker va esdevenir el primer comissionat. Puri tenia jurisdicció sobre les thanes de Pipli, Gop,, Hariharpur i Kiran (1813-1819).
El 1817 es van revoltar els paiks o milícia de terra, que es consideraven oprimits pels recaptadors de taxes i per actuacions policials injustes. Els rebels estaven dirigits per Jagabandhu, i van atacar la policia i edificis del govern a Banpur, on van matar un centenar de persones i es van emportar trenta mil rupies. Els edificis civils a Khurda també foren atacats i cremats i un altre grup d'insurgents va avançar cap a la pargana de Lembrai on van matar als oficials natius. Les autoritats de Cuttack van enviar un contingent militar dividit en dos destacaments, un que va anar a Khurda, i un a Pipli; després de dura lluita els britànics van desbandar als rebels. El rajam que s'havia unit a la revolta, fou capturat quan estava a punt de fugir i fou enviat a Calcuta i confinat a Fort William on va morir poc després (novembre de 1817). L'orde i tranquil·litat es va restaurar. Les terres dels rages foren reduïdes considerablement i convertides en zamindari de Puri.
El 1819 el governador a Khurda va rebre l'autoritat sobre les thanes de Pipli, Gop,, Hariharpur i Kiran abans dependents de la subdivisió de Puri; aquesta subdivisió es va abolir l'11 de febrer de 1822 i es van formar altres cop dos subdivisions (Cuttack i Balasore) amb frontera al riu Baitarani governades per Wilkinson i Rickets. Cuttack incloïa Khurda, i Balasore incloïa Bhadrak. El 23 d'octubre de 1828 es van formar tres districtes: Balasore, Cuttack i Jagannath. Aquest darrer fou rebatejat poc després com Puri per la seva capital. Els governadors foren H. Ricketts, R. Hunter i W. Willkinson. El districte de Puri va quedar format per les subdivisions de Puri i Khurda.
El zamindar Dibvyasimhadeva III de Puri (1857 - 1871) fou arrestat el 1871 i sentenciat a presó de per vida per assassinat (va morir el 1878); el zamindari fou confiscat de fet però després les terres foren retornades a la família pel seu manteniment i el títol de raja fou reconegut a fill de manera personal (finalment el títol fou hereditari). El raja és superintendent hereditari del temple de Jagannath, encara que els seus poders foren delegats en un subcol·lector per períodes de cinc anys.
La superfície del districte el 1901 era de 6.472 km² i estava format per tres parts: a l'oest des del Daya a les muntanyes que van fins al llac Chilka; la central, i l'oriental, les dues formades per planes al·luvials amb canals i derivacions del riu Mahanadi destacant el Koyakhai que arriba a la mar; la part oriental arriba fins al Devi. Els rius principals del districte eren: 
Koyakhai dividit en el Kushbhadra (que després d'un tros dividit en el Kushbhadra i el Prachi, s'uneix altra vegada i desaigua a la badia de Bengala) i el Bhargavi, després dividit en el Bhargavi, el Nun i el Daya, el primer desaiguant al llac Chilka i els altres dos, units en el Daya, desaiguaven també a l'esmentat llac.
La població era:
- 1872: 769.779
- 1881: 888.592
- 1891: 944.998
- 1901: 1.017.284

La principal ciutat era Puri, seguida de Khurda, les capitals de les dues subdivisions. La població era oriya i parlava la llengua oriya. El 98,2% de la població eren hindús i l'1,7% musulmans. Les castes principals eren chases, bramans, bauris, gaures, curies, karans, kewats, kumitis, daites i kahàlies; les tribus principals eren els khonds i savars o savares. El seixanta per cent de la població vivia de l'agricultura, el 6,5% de la indústria, el 4% eren professionals, i menys de l'1% vivia del comerç.
La subdivisió de Puri (al sud-oest del districte com existia fins al 1995) tenia 3.958 km² i la població era de 658.048 habitants el 1901. La capital era la ciutat de Puri (49.334 habitants el 1901) i hi havia 1.889 pobles.
El 1912 es va formar la província de Bihar i Orissa i el 1936 les dues províncies es van separar. L'1 de gener de 1948, després de la independència, els estats tributaris de Nayagarh, Daspalla, Khandapara i Ranapur (3.941 km²) van quedar integrats al districte de Puri com a tercera subdivisió amb capital a Nayagarh. Un quarta subdivisió, Bhubaneswar es va formar el 26 de gener de 1959. El 1995 el districte fou dividit en tres:
- Districte de Nayagarh (amb l'antiga subdivisió del mateix nom)
- Districte de Khurdha (amb les subdivisions de Khurdha i Bhubaneswar)
- Districte de Puri (amb la subdivisió de Puri i quatre tehsils: Krushna Prasad, Puri Sadar, Pipli i Nimapara).

## Arqueologia
- Temple de Jagannath a Puri
- Coves a la roca i escultures a Khandgiri i Udayagiri
- Temple Lingaraj i altres restes a Bhubankswar
- Pagoda negra a Konarak
- Inscripció d'Asoka a Dhauli